# Autostrada A1 (Grecja)
Autostrada A1 (gr. αυτοκινητόδρομος 1, Aftokinitodromos 1) – autostrada znajdująca się na terytorium Grecji. Jest jedną z najdłuższych autostrad tego kraju, łączy Ateny (stolicę) z granicą grecko-macedońską w Evzoni. Razem z drogą krajową nr 1 i zwykle tak właśnie określana – Etniki Odos No.1 – stanowi grecki odcinek trasy europejskiej E75.